# Placonotus saudicus
Placonotus saudicus là một loài bọ cánh cứng trong họ Laemophloeidae. Loài này được Slipinski miêu tả khoa học năm 1984.